# N-651
La  N-651  o Carretera Madrid-Ferrol, es una carretera nacional española, que une Betanzos en la  N-6  con Fene, donde conecta con la  FE-14 , que por la Avenida de As Pías termina en Ferrol. Pasa por Betanzos, Miño, Puentedeume, Cabañas y Fene. Conecta con la  AP-9F , en Miño (sentido Betanzos), Puentedeume, Cabañas y Fene.
La carretera  N-651 , formó históricamente un tramo de ramal entre Betanzos y Ferrol de la Carretera de La Coruña, bajo el identificador  N-VI .
- Datos: Q6036760